# میسیسیپی لعنتی
میسیسیپی لعنتی (به انگلیسی: Mississippi Goddam) ترانه‌ای است که نینا سیمون، خواننده و پیانیست آمریکایی، نوشته و اجرا کرده‌است. او بعدها این آهنگ را «اولین ترانه حقوق مدنی» خود خواند. این ترانه در سال ۱۹۶۴ به همراه ترانه‌های سه کنسرت دیگر که در اوایل همین سال در تالار کارنگی برگزار شده بود در آلبومی به نام کنسرت نینا سیمون منتشر شد. این آلبوم اولین اثری بود که از سوی ناشر هلندی فیلیپز رکوردز منتشر شد و نشاندهنده پررنگ شدن گرایش‌های سیاسی سیمون در این دوره از فعالیت هنری‌اش است.
سیمون «میسیسیپی لعنتی» را در کمتر از یک ساعت ساخت. این ترانه به همراه ترانه‌های «هیچی ندارم، زندگی دارم»، «چهار زن» و «جوان، بااستعداد و سیاه بودن» از مشهورترین آهنگ‌های اعتراضی و ساخته‌های او است. در سال ۲۰۱۹، «میسیسیپی لعنتی» به دلیل «اهمیت فرهنگی، تاریخی یا زیبایی شناختی» از سوی کتابخانه کنگره برای حفظ و نگهداری در فهرست ملی ضبط اصوات انتخاب شد.

## تفسیر
این ترانه پاسخ سیمون به قتل امت تیل و مدگار اورز در میسیسیپی با انگیزه نژادی و بمب‌گذاری در کلیسای باپتیست در خیابان شانزدهم در بیرمنگام، آلاباما است که به کشته شدن چهار کودک سیاه‌پوست انجامید. در نسخه ضبط شده، سیمون به طعنه می‌گوید این ترانه «یک نمایش موزیکال است، اما نمایشنامه‌اش هنوز نوشته نشده». به واقع هم آهنگ شروع شاد و شنگولی دارد انگار متعلق به یک نمایش موزیکال باشد اما به سرعت سمت و سوی سیاسی ترانه آشکار می‌شود: «آلاباما حالم را گرفت، تنسی خواب از چشمم پراند، و همه می‌دانند در میسیسیپی لعنتی چه خبر است.» در این ترانه آمده‌است: «هنوز هم می‌گویند «آسه برو آسه بیا»... وقتی دست دست می‌کنید، فاجعه بزرگتری به بار می‌آید. چرا نمی‌بینید؟ چرا حس نمی‌کنید؟ نمی‌دانم، نمی‌دانم. نمی‌خواهد کنار من زندگی کنید، فقط برابری مرا به من بدهید!»

## واکنش‌ها
سیمون ابتدا این آهنگ را در کلوپ شبانه ویلج گیت در دهکده گرینیچ اجرا کرد. اندکی پس از آن در مارس ۱۹۶۴ در تالار کارنگی، در مقابل تماشاگرانی که عمدتاً سفیدپوست بودند، آن را روی صحنه برد. نسخه ضبط‌شده در تالار کارنگی به صورت تک‌آهنگ منتشر شد و طی جنبش حقوق مدنی سیاهپوستان آمریکا به سرود جنبش تبدیل شد. «میسیسیپی لعنتی» در چندین ایالت جنوبی ممنوع شد. ناشر برای معرفی این تک‌آهنگ، چندین نسخه از آن را به رایگان برای ایستگاه‌های رادیویی مختلف در سراسر کشور ارسال کرد اما صفحه‌ها را به دو نیم شکستند و پس فرستادند.
سیمون در پایان راهپیمایی‌های سلما به مونتگمری هنگامی که او و دیگر فعالان سیاه‌پوست از جمله سامی دیویس جونیور، جیمز بالدوین و هری بلافونته صفوف پلیس را شکستند، این ترانه را در حضور ۱۰ هزار نفر اجرا کرد.